# رانچو لیلانو سیکو (کالیفرنیا)
رانچو لیلانو سیکو (به انگلیسی: Rancho Llano Seco) یک منطقهٔ مسکونی در ایالات متحده آمریکا است که در شهرستان بیوت، کالیفرنیا واقع شده‌است. رانچو لیلانو سیکو ۳۴ متر بالاتر از سطح دریا واقع شده‌است.